# Barberetta
Barberetta é um género botânico pertencente à família Haemodoraceae.

## Espécies
- Barberetta aurea